# Glaessnericaris macrochela
La glaessnericaride (Glaessnericaris macrochela) è un crostaceo estinto, appartenente ai decapodi. Visse nel Triassico superiore (Norico, circa 210 milioni di anni fa) e i suoi resti fossili sono stati ritrovati in Italia.

## Descrizione
Questo animale era simile a un piccolo astice; era lungo meno di dieci centimetri ed era dotato di un carapace quasi rettangolare, ornato da tre solchi e da alcune spine disposte in file parallele. Glaessnericaris possedeva due forti antenne e cinque paia di zampe; il primo paio di zampe, dette pereiopodi, era molto sviluppato e terminava con grandi chele allungate. Entrambi i lati del telson erano bordati da spine.

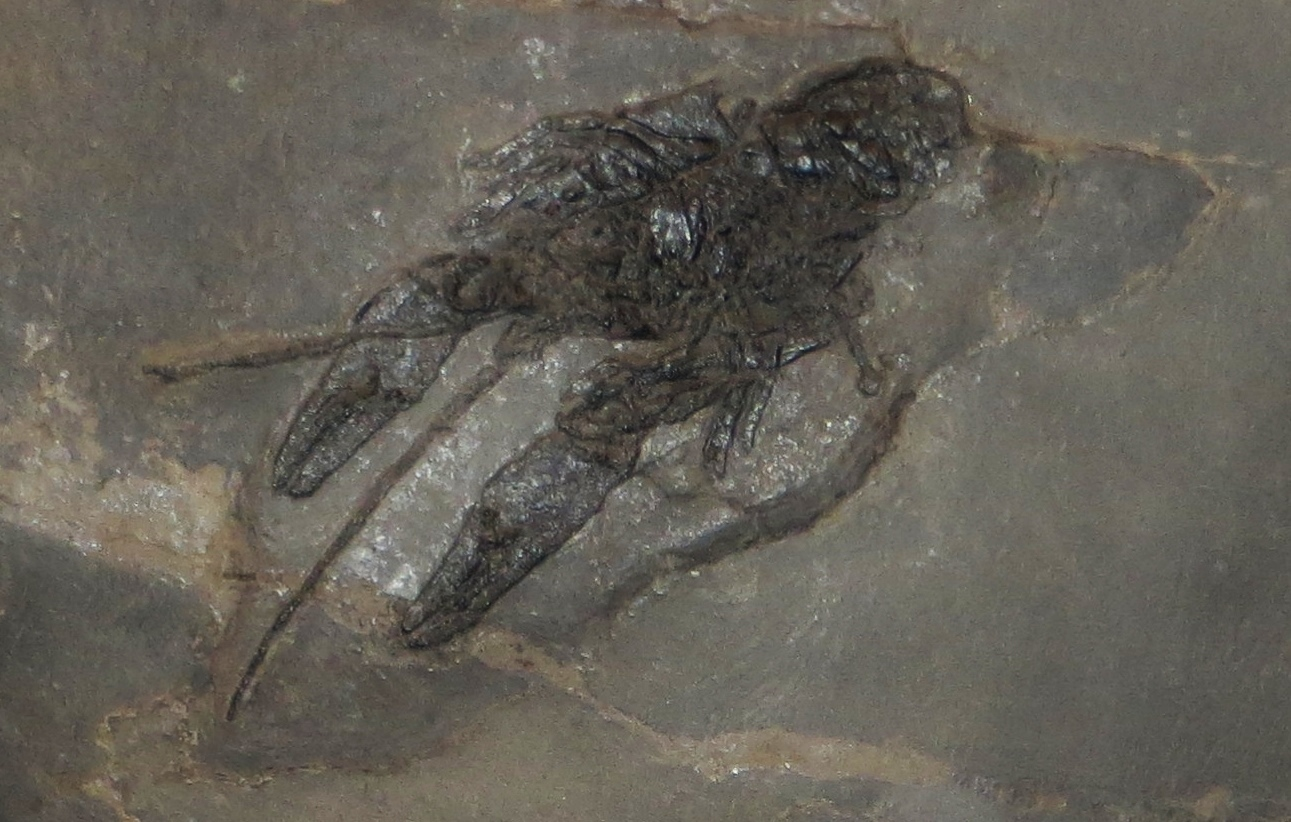
Fossile di Glaessnericaris macrochela proveniente da Berbenno

## Classificazione
Glaessnericaris venne descritto per la prima volta nel 1993, sulla base di resti fossili ritrovati nelle argilliti di Riva di Solto, nella zona di Ponte Giurino (Bergamo, Italia). Questo animale è considerato un membro degli astacidei, e in particolare dalla famiglia Platychelidae, comprendente anche Platychela del Carnico di Austria e Italia. Al genere Glaessnericaris è stato attribuito con qualche incertezza anche G. dubia, proveniente dal Triassico superiore di Cene (Bergamo), descritto originariamente da Pinna nel 1974 come Protoclytiopsis dubia.

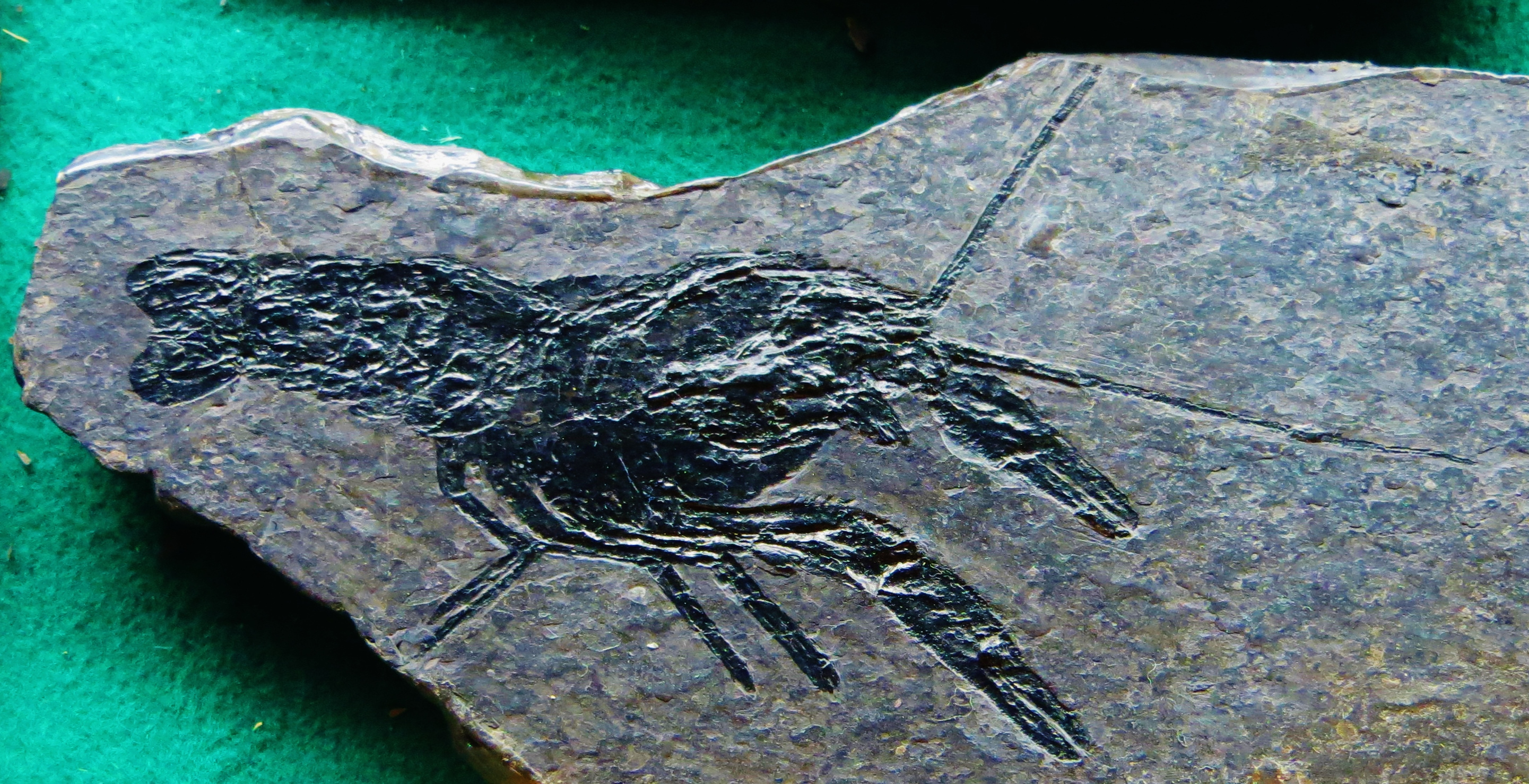
Fossile di Glaessnericaris macrochela